# Semidistrito de Raron ocidental
O Semidistrito de Raron ocidental (em alemão: Westlich Raron) é um dos 14 distritos do Cantão suíço do  Valais  e que tem como capital a cidade de Raron. Neste distrito do Valais, a língua oficial é o alemão.
Segundo o censo de 2010, o semidistrito ocupa uma superfeicie de 270,9 km2, tem uma população total de 9 554 hab. o que faz uma densidade de 35,3 hab/km2. O semidistrito é  constituído por 11 comunas .

## Imagens

Bandeira do Cantão do Valais
Armas de Raron
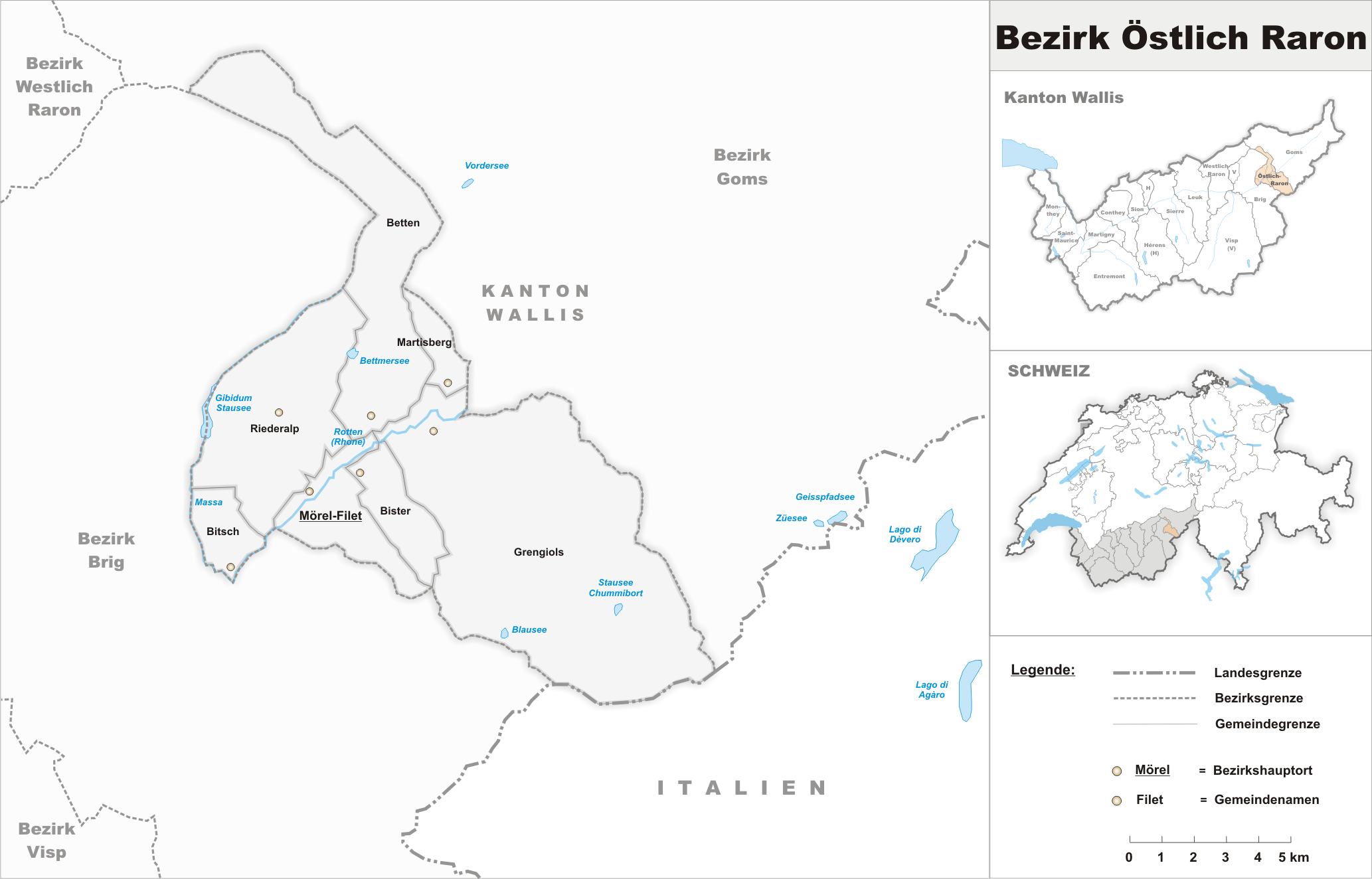
Distrito de Raron

## Comunas
O semidistrito de Raron ocidental e as suas 11 comunas:
| No OCS | De Ausserberg ... | No OCS     | ... a Steg-Hohtenn |  |
| ------ | ----------------- | ---------- | ------------------ |  |
| 6191   | Ausserberg        | 6198       | Niedergesteln      |  |
| 6192   | Blatten           | 6199       | Rarogne            |  |
| 6193   | Bürchen           | 6201       | Unterbäch          |  |
| 6194   | Eischoll          | 6202       | Wiler (Lötschen)   |  |
| 6195   | Ferden            | 6204       | Steg-Hohtenn       |  |
| 6197   | Kippel            | 11 comunas |                    |  |